# Lucha del garrote
 (janvier 2018).
Si vous disposez d'ouvrages ou d'articles de référence ou si vous connaissez des sites web de qualité traitant du thème abordé ici, merci de compléter l'article en donnant les références utiles à sa vérifiabilité et en les liant à la section « Notes et références ».
 (janvier 2018).
Le contenu est difficilement compréhensible vu les erreurs de traduction, qui sont peut-être dues à l'utilisation d'un logiciel de traduction automatique.

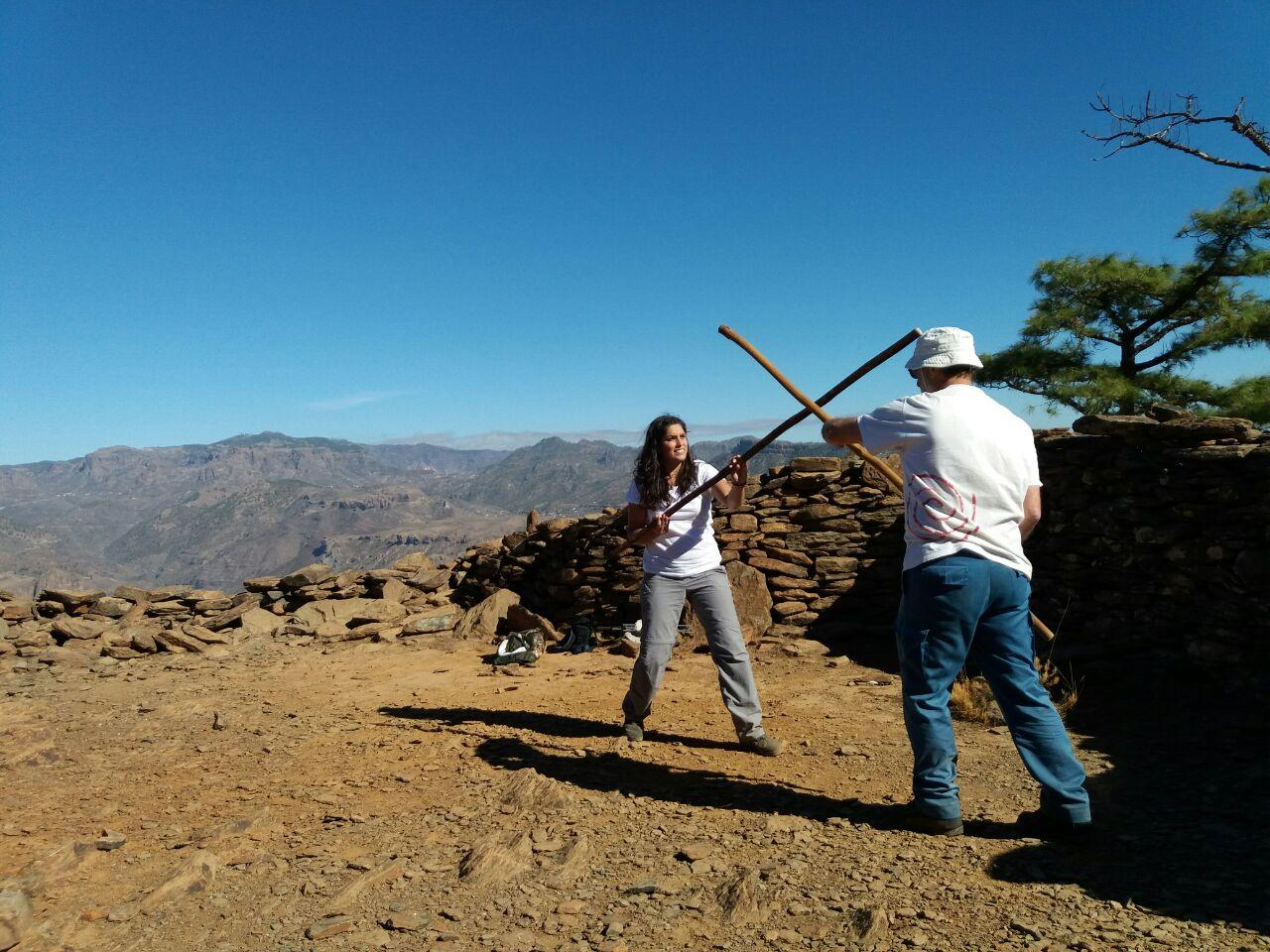
Lutte du gourdin pratiquée aux îles Canaries.

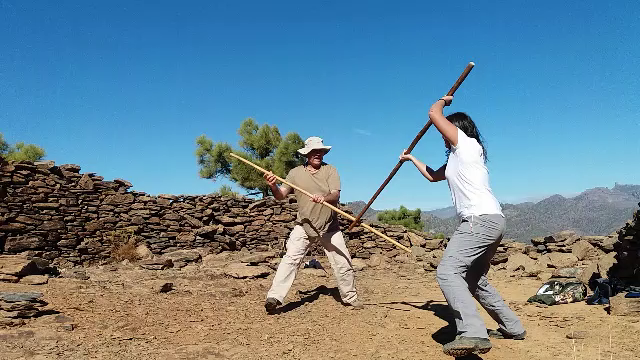
La lutte du gourdin est une coutume spectaculaire pratiquée aux îles Canaries.

La lucha del garrote (en français : « lutte du gourdin ») est un sport pratiqué aux îles Canaries.

## Premiers rencontres
Les premiers européens qui sont arrivés aux îles Canaries ont été D. Luis de la Cerda, espagnol, et quelques majorquins (De los primeros que vinieron á estas islas, y de D. Luis de la Cerda y Mallorquines.).
Le livre Le Canarien explique comment Messieurs Jean de Béthencourt et Gadifer de La Salle sont les premiers Français qui arrivent aux îles Canaries, comment ils ont quitté l'Espagne, et comment ils sont arrivés sur l'île de Lancelot.

## Histoire
Les origines de la lutte du gourdin remontent aux habitants indigènes des îles avant la période de la conquête castillane  castillane au début du XVe siècle.
- « fuertemente a tirar piedras contra los cristianos, y a darles palos : durement à lancer de pierres aux chrétiens, et le donner avec le bâton. »

- « todos los demas canarios que iban en su seguimiento tirando muchnas piedras y dardos y palos ... : tous les aoutres canariens allaint en sourveillance jettaient beaucoup des pierres et verges et bâtons. »

- « solo se defendían con piedras y con palos : ils se defendaint avec pierres et bâtons. »

- « pelearon por mas de tres horas viniendo unos y volviendo otros, estrecharonse con fuertes palos y varas de punta del palo mui recias y tostadas : ils vont lutter plus des trois heures en allant et tournant, affrontant avec forts bâtons et verges en point très gros et grillés. »

## Sources
- Descrición de las Islas Canarias. L. Torriani. Goya Ediciones  S.C. Tenerife 1959.